# 巨體美洲鱥
巨體美洲鱥（學名：Notropis grandis），為輻鰭魚綱鯉形目雅羅魚科的其中一種，被IUCN列為瀕危保育類動物，分布僅於北美洲墨西哥米卻肯州的薩卡普潟湖及其出口處被發現，本魚呈長橢圓形且側扁，眼大、口近下位，身體呈淡黃色至淺棕色，有深色側條紋，從胸鰭基部附近到背鰭起點變寬，形成略凸的部分，向後方變得更窄、顏色更深。尾柄和尾鰭的起點有深色斑紋，背鰭基部周圍有精細的斑紋，頭部有色素，鰭沒有色素，體長可達4.6公分，棲息在水質清澈且水草生長茂密的潟湖，因外來種如鯉魚、草魚帶來的寄生蟲及溪湖水質汙染及範圍縮小，導致該物種族群減少，生活習性不明。